# Liste der Biografien/Grag
Liste der Biografien |
Portal Biografien |
Personensuche
# |
A |
B |
C |
D |
E |
F |
G |
H |
I |
J |
K |
L |
M |
N |
O |
P |
Q |
R |
S |
T |
U |
V |
W |
X |
Y |
Z |
?
 
Ga |
Gb |
Gc |
Gd |
Ge |
Gf |
Gh |
Gi |
Gj |
Gk |
Gl |
Gm |
Gn |
Go |
Gp |
Gq |
Gr |
Gs |
Gu |
Gv |
Gw |
Gy |
Gz
 
Gra |
Grb–Grd |
Gre |
Grg |
Gri |
Grj |
Grk |
Grl |
Grm |
Gro |
Grs |
Gru |
Gry |
Grz
 
Graa |
Grab |
Grac |
Grad |
Grae |
Graf |
Grag |
Grah |
Grai |
Graj |
Grak |
Gral |
Gram |
Gran |
Grao |
Grap |
Grar |
Gras |
Grat |
Grau |
Grav |
Graw |
Gray |
Graz
Die Liste der Biografien führt alle Personen auf, die in der deutschsprachigen Wikipedia einen Artikel haben. Dieses ist eine Teilliste mit 11 Einträgen von Personen, deren Namen mit den Buchstaben „Grag“ beginnt.

## Grag

### Grage
- Grage, Joachim (* 1966), deutscher Skandinavist
- Grager, Veronika A. (* 1948), österreichische Schriftstellerin
- Gragert, Joachim (1920–1973), deutscher Gewerkschaftsfunktionär
- Grages, Lore (* 1906), deutsche Übersetzerin für Französisch und Niederländisch

### Gragg
- Graggaber, Thomas (* 1981), österreichischer Skirennläufer
- Gragger, Matthias (* 2001), österreichischer Fußballspieler
- Gragger, Róbert (1887–1926), ungarischer Literaturhistoriker, Hochschullehrer und Philologe

### Gragn
- Gragnani, Filippo (1768–1820), italienischer Komponist und Gitarrist
- Gragnani, Marc-André (* 1987), kanadischer Eishockeyspieler und -trainerMarc-André Gragnani (* 1987)

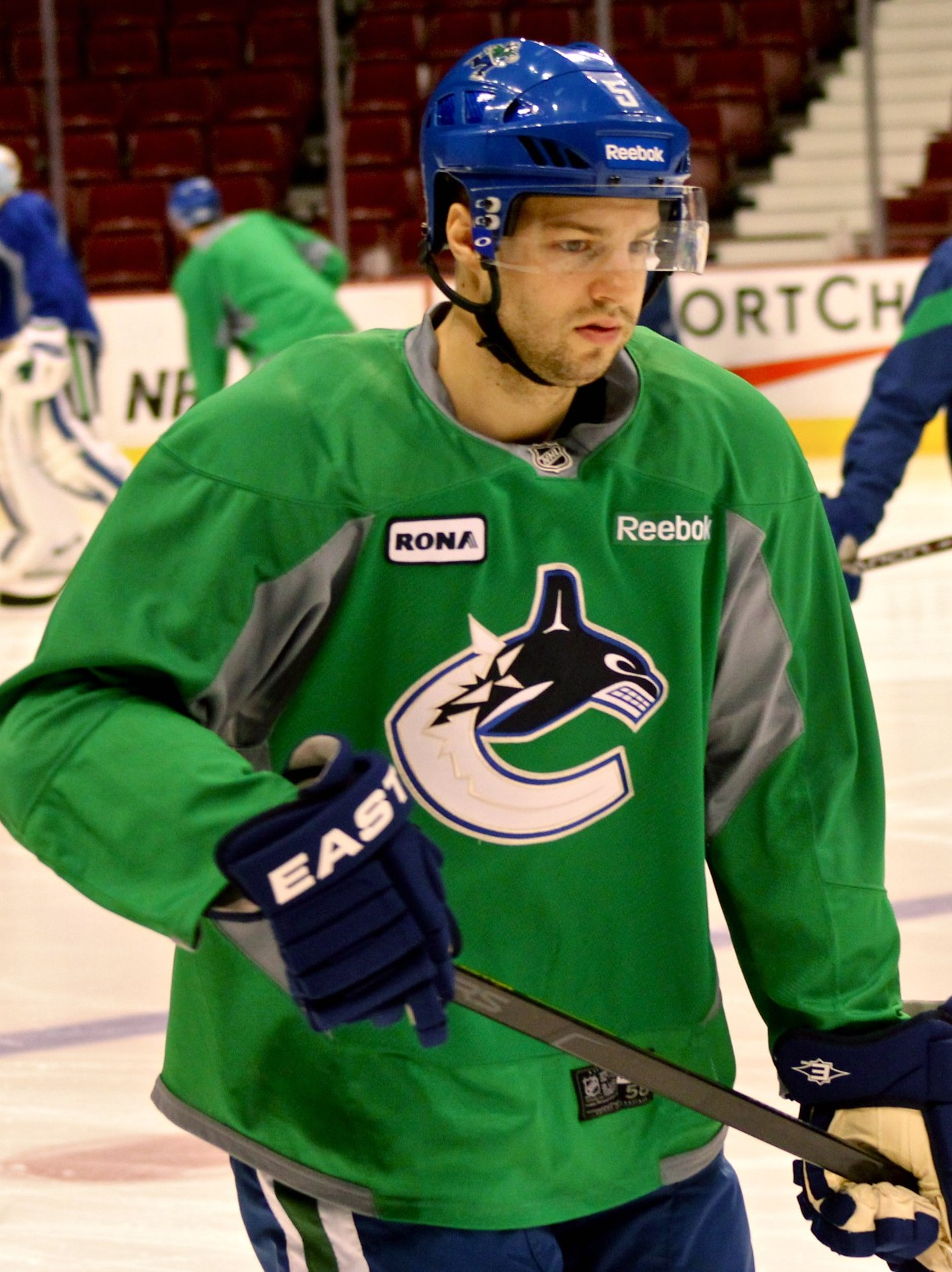
Marc-André Gragnani (* 1987)

### Gragt
- Gragt, Stefanie van der (* 1992), niederländische Fußballspielerin

### Gragu
- Gragus, Eddy (* 1968), US-amerikanischer Radrennfahrer